# Haus Château-Landon
Château-Landon – auch Zweites Haus Anjou – bezeichnet man die Nachkommen von Geoffroy Ferréol von Château-Landon, Graf von Gâtinais, der durch seine Nachkommen an der Spitze des späteren englischen Königshauses der Plantagenet steht.
Durch seine Ehe mit der Tochter des Grafen Fulko III. von Anjou kam die Familie in den Besitz dieser Grafschaft. Sein Enkel Fulko V. wurde 1131 durch Heirat König von Jerusalem, dessen Sohn Gottfried V. ebenfalls durch Heirat Herzog der Normandie und Vater von Heinrich II., König von England.
Gottfrieds Angewohnheit, als Helmschmuck einen Ginsterzweig zu tragen (lat.: planta genesta, frz.: plante genet) führte zu seinem Beinamen Plantagenet, der an seine Nachkommen weitergegeben wurde und zu deren dynastischen Bezeichnung führte.

## Stammliste
1. Geoffroy Ferréol von Château-Landon († 1043/46), Graf von Gâtinais ⚭ um 1035 Ermengarde von Anjou, Tochter des Grafen Fulko III. (Erstes Haus Anjou) 
  1. Gottfried III. der Bärtige (Geoffroi III le Barbu) († 1097) Graf von Anjou 1060–1068, Graf von Gâtinais, ⚭ Julienne, Tochter seines Vasallen Hamelin von Langeais, vertrieben durch seinen Bruder Fulko IV.
  2. Fulko IV. der Zänker (Foulque IV le Réchin) (1043–1109), Graf von Anjou ab 1068, Graf von Tours, tritt das Gâtinais an den König ab, ⚭ I. (1068) Hildegarde von Beaugency († vor 1070), Tochter des Grafen Lancelin II. von Beaugency, ⚭ II. Ermengarde von Bourbon, Tochter des Herren Archambaud IV. von Bourbon, geschieden ⚭ III. (vermutlich) Ermengarde von Châtellailon, verstoßen, IV. (vermutlich) namentlich nicht bekannte Tochter von Walter I. von Brienne, verstoßen, ⚭ V. Bertrada von Montfort, Tochter des Simon I. von Montfort-l’Amaury (Haus Montfort-l’Amaury), von König Philipp I. entführt
    1. (I.) Irmgard (Ermengarde) (1068–1146) ⚭ I. (um 1089; geschieden 1092), Wilhelm IX. Graf von Poitou, Herzog von Aquitanien (1071–1126) (Ramnulfiden), ⚭ II. (1093) Alain IV. Fergeant von Bretagne († 1119)
    2. (II.) Gottfried IV. Martel (Geoffroy IV Martel) († 1106), Erbgraf
    3. (V.) Fulko V. der Junge (Foulque V le Jeune) (1095–1143) Graf von Anjou 1109–1129, Graf von Maine ab 1110, König von Jerusalem seit 1131, ⚭ I. (vor 1110) Eremburg (1091–1126), Gräfin von Maine, Tochter von Elias von Beaugency, Graf von Main (siehe Zweites Haus Maine); ⚭ II. (1129) Melisende, Königin von Jerusalem 
      1. (I.) Gottfried V. Plantagenet (Geoffroy V le Bel oder Plante Genêt), (1113–1151) Graf von Anjou ab 1129, Graf von Maine, Graf von Tours, Herzog der Normandie 1144–1150; → Nachkommen siehe Haus Plantagenet
      2. (I.) Sibylla († 1165), 1158 Nonne in Bethanien (Palästina) ⚭ I. (geschieden 1124) William Clito (1102–1128) (Rolloniden); ⚭ II. (1134) Dietrich Graf von Flandern († 1168)
      3. (I.) Elias II. († 1151), Graf von Maine
      4. (II.) Matilda († 1154) ⚭ William Ætheling († 1120)
      5. (II.) Balduin III. (1131–1162) König von Jerusalem seit 1143, ⚭ (1158) Theodora Komnena (* um 1145/46; † nach 1185)
      6. (II.) Amalrich I. (1136–1174) König von Jerusalem seit 1162, ⚭ I. (annulliert 1162) Agnes von Edessa († um 1184), ⚭ II. Maria Komnena (* 1154; † vor 1217)
        1. (I.) Balduin IV. der Aussätzige (1161–1185) König von Jerusalem 1174–1183
        2. (I.) Sibylle († 1190) ⚭ I. Wilhelm von Montferrat († 1177), ⚭ II. Guido von Lusignan König von Jerusalem 1186–1192, König von Zypern 1192–1194
          1. (I.) Balduin V. (1177–1186) König von Jerusalem seit 1183

        3. (II.) Isabella I. († um 1208) ⚭ I. (November 1183, geschieden 1190) Humfried IV. von Toron, ⚭ II. (1190) Konrad Markgraf von Montferrat († 1192), ⚭ III. (1192) Heinrich II. Graf von Champagne († 1197) König von Jerusalem 1192–1197, ⚭ IV. Amalrich von Lusignan König von Zypern, König von Jerusalem (in Akko) 1197–1205
          1. (II.) Maria (* nach 15. April 1191; † 1212) ⚭ 1210 Johann von Brienne († 1237) König von Jerusalem